# 주형기
주형기(영어: Hyung-ki Joo, ?~)는 영국의 피아노 연주자이자, 작곡가, 희극인이다.